# 미니아주

미니아주의 위치

미니아주(영어: Minya Governorate, 아랍어: محافظة المنيا)는 이집트 중부 나일강 변 서쪽에 있는 주로, 주도는 미니아이다. 면적은 32,279km2로 이집트 총 면적의 3.2%이며, 인구는 약 420만으로 이집트 총인구의 5.1%를 차지한다. 인구밀도는 115명/km2이다.